# Phare de Veli Rat
Le phare de Veli Rat (en croate : Svjetionik Rt Veli rat) est un phare actif situé dans le village de Veli Rat sur l'île de Dugi Otok dans le Comitat de Zadar en Croatie. Le phare est exploité par la société d'État Plovput.

## Histoire
Le phare, construit en 1849, se trouve à 3 km au nord-ouest du village. L'île fait partie de l'archipel de Zadar sur la côte dalmate. Le phare est toujours pourvu de gardiens. Depuis 2000, des chambres dans le phare sont également disponibles à la location en tant que logement de vacances.
Il possède un système d'identification automatique pour la navigation maritime.

## Description
Le phare est une tour cylindrique de 36 m de haut, avec galerie et lanterne, au-dessus d'une maison de gardien d'un étage. La tour est de couleur blanche et la maison est de couleur jaune pâle. Il émet, à une hauteur focale de 41 m, deux éclats blancs toutes les 20 secondes. Sa portée est de 22 milles nautiques (environ 41 km) pour le feu principal et 10 milles nautiques (environ 19 km) pour le feu de veille.
Identifiant : ARLHS : CRO-183 - Amirauté : E3098 - NGA : 12864 .

## Caractéristiques dufeu maritime
Fréquence : 20s (W-W)
- Lumière : 0.8 seconde
- Obscurité : 4.4 secondes
- Lumière : 0.8 seconde
- Obscurité : 14 secondes

|           |
| Dugi Otok |

|          |
| Le phare |

|                  |
| Les îles croates |

### Lien connexe
- Liste des phares de Croatie